# Сава (Малопольське воєводство)
Сава (пол. Sawa) — село в Польщі, у гміні Рацеховиці Мисленицького повіту Малопольського воєводства.
Населення — 242 особи (2011).
У 1975—1998 роках село належало до Краківського воєводства.

## Демографія
Демографічна структура станом на 31 березня 2011 року:
|          | Загалом | Допрацездатний вік | Працездатний вік | Постпрацездатний вік |
| -------- | ------- | ------------------ | ---------------- | -------------------- |
| Чоловіки | 114     | 16                 | 86               | 12                   |
| Жінки    | 128     | 30                 | 77               | 21                   |
| Разом    | 242     | 46                 | 163              | 33                   |